# Principiul dominoului
Principiul dominoului (titlul original:  The Domino Principle) este un film thriller american, realizat în 1977 de regizorul Stanley Kramer. Adam Kennedy a scris scenariul bazat pe romanul său omonim, protagoniști fiind actorii Gene Hackman, Candice Bergen, Richard Widmark, Mickey Rooney și Eli Wallach.

## Conținut
Roy Tucker, veteran de război din Vietnam și un bun țintaș, este închis din cauza unei crime. Într-o zi el este vizitat în închisoare de către doi necunoscuți care îi oferă libertatea, dacă se angajează să ucidă o anumită persoană pentru o organizație interlopă. Tagge, unul din vizitatori, îi promite în plus lui Tucker, că va primi 200 de mii dolari și o casă în Spania, unde se va putea muta cu soția sa. Tucker cere ca și tovarășul său de celulă Spiventa, să fie eliberat o dată cu el. Nu în mod întâmplător, acesta este însă lichidat de către angajatori, imediat după ieșirea din închisoare. Ca urmare al acestui fapt, Tucker, care la început a acceptat contractul de asasinare, își schimbă planul și trage din elicopter, lângă persoana vizată. Cu toate acestea, persoana țintită este  lovită și se prăbușește. După cum își dă seama mai târziu, au fost însărcinați cu această crimă, trei asasini independenți unul de celălalt. Planul lui de plecare la Rio de Janeiro a eșuat iar angajatorii îi iau soția lui ca ostatic. Tucker furios amenință cu o sticlă spartă pe șeful angajatorilor, obținând de la Tagge promisiunea că el și soția lui pot să părăsească țara cu destinația Costa Rica. Pe aeroport Tagge îl avertizează că este posibil ca cel care a plănuit asasinatul să fie furios, și să încerce să elimine toți participanții la atentat. La decolare, Tucker observă din jet, că mașina lui Tagge a explodat cu el cu tot.
Tucker și soția lui vorbesc deschis  în avion unul cu celălalt și acesta îi spune ce s-a întâmplat. În Costa Rica, soția lui este lovită și omorâtă de o mașină pe drum deschis și în plină zi. Tucker, care întâmplător a văzut scena, ucide cei doi oameni care vin și pe el să-l omoare, iar spre surpriza lui unul din ei fiind Spiventa, care era în viață și făcuse parte din conspirație. Oare cu asta, Tucker a scăpat definitiv cu viață?

## Distribuție
- Gene Hackman - Roy Tucker
- Candice Bergen - Ellie Tucker
- Richard Widmark - Tagge
- Mickey Rooney - Spiventa
- Edward Albert - Pine
- Eli Wallach - General Reser
- Ken Swofford - Ditcher
- Neva Patterson - Gaddis
- Jay Novello - Captain Ruiz
- Majel Barrett - Frau Schnaible